# Meriones crassus
Meriones crassus (Меріонес Сандевола) — вид родини мишеві (Muridae).

## Поширення
Країни проживання: Афганістан, Алжир, Бахрейн, Єгипет, Іран, Ірак, Ізраїль, Йорданія, Кувейт, Лівія, Марокко, Нігер, Оман, Пакистан, Саудівська Аравія, Судан, Сирія, Туніс, Туреччина, Об'єднані Арабські Емірати, Західна Сахара. Його природним середовищем проживання є гарячі пустелі.